# Arteria superior medial de la rodilla
La arteria superior medial de la rodilla es una arteria que se origina como rama colateral de la arteria poplítea.

## Trayecto
Discurre en frente del músculo semimembranoso y el músculo semitendinoso, por encima de la cabeza medial del músculo gastrocnemio, y pasa por debajo del tendón del músculo aductor mayor.
La arteria superior medial de la rodilla es frecuentemente de pequeño tamaño, una circunstancia que está asociada con un incremento en el tamaño de la arteria descendente de la rodilla.

## Ramas
Según Anatomía de Gray, se divide en dos ramas:
- una irriga al músculo vasto medial, anastomosándose con la arteria descendente de la rodilla y la arteria inferior medial de la rodilla;
- otra se ramifica cerca de la superficie del fémur, irrigando a este hueso y a la articulación de la rodilla, y anastomosándose con la arteria superior lateral de la rodilla.

Según Dorland, 27.ª edición, presenta dos ramos terminales:
- uno profundo, que se anastomosa con la rama profunda de la arteria descendente de la rodilla;[1]
- uno superficial, que se anastomosa en el lado anterointerno de la rodilla con la arteria inferior medial de la rodilla.[1]

## Distribución
Se distribuye hacia la articulación de la rodilla, el fémur, la rótula y los músculos vecinos.

## Imágenes adicionales

Arterias del muslo y la rodilla.
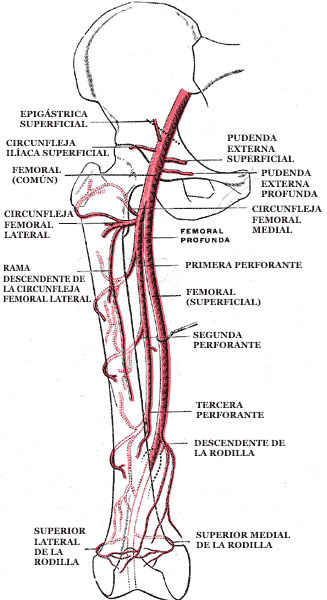
Muslo derecho, vista anterior. Esquema de la arteria femoral y otras arterias derivadas.
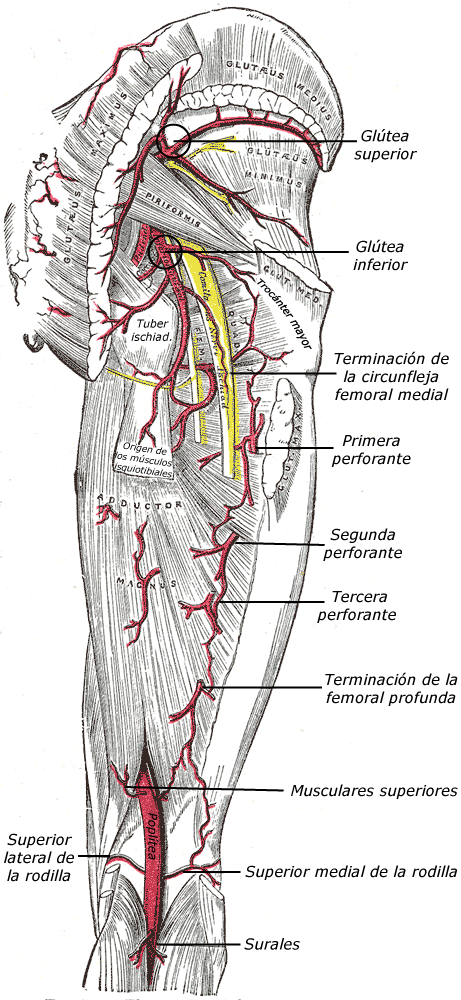
Arterias de las regiones glútea y femoral posterior.